# سیارک ۵۵۸۱
سیارک ۵۵۸۱ (به انگلیسی: 5581 Mitsuko، نامگذاری:1989CY1) پنج هزار و پانصد و هشتاد و یکمین سیارک کشف شده‌است که در ۱۰ فوریه ۱۹۸۹ کشف شد.
قدر مطلق سیارک برابر ۱۳٫۹۰ است.